# Kalanchoe welwitschii
Kalanchoe welwitschii ist eine Pflanzenart der Gattung Kalanchoe in der Familie der Dickblattgewächse (Crassulaceae).

## Beschreibung

### Vegetative Merkmale
Kalanchoe welwitschii ist eine ausdauernde, vollständig kahle, glauke Pflanze, die Wuchshöhen von 1 bis 2 Meter erreicht. Ihre stielrunden, geraden Triebe sind aufrecht. Die Laubblätter sind gestielt. Der Blattstiel ist 1,5 bis 7,5 Zentimeter lang. Ihre eiförmige bis lanzettliche Blattspreite ist 9 bis 25 Zentimeter lang und 3,5 bis 12 Zentimeter breit. Ihre Spitze ist stumpf oder zugespitzt, die Basis gerundet, keilförmig bis verschmälert. Der Blattrand ist ganzrandig, gekerbt oder grob gezähnt.

### Generative Merkmale
Der Blütenstand besteht aus lockeren, ebensträußigen Rispen und ist 8 bis 30 Zentimeter lang. Die aufrechten Blüten stehen an bis zu 22 Millimeter langen Blütenstielen. Die Kelchröhre ist 1 bis 2 Millimeter lang. Die grünen, breit lanzettlichen, ziemlich lang zugespitzten Kelchzipfel weisen eine Länge von 5 bis 9 Millimeter auf und sind 1,3 bis 3 Millimeter breit. Die an ihrer Basis grüne Blütenkrone ist blassgelb, leuchtend schwefelgelb bis orangefarben. Die pyramidale, scharf vierkantige Kronröhre ist 16 bis 25 Millimeter lang. Ihre eiförmigen plötzlich zugespitzten, dornenspitzigen Kronzipfel weisen eine Länge von 7 bis 11 Millimeter auf und sind 4 bis 7 Millimeter breit. Die Staubblätter sind an der Basis der Kronröhre angeheftet. Vier von ihnen sind ein wenig unterhalb des Schlundes angeheftet. Die oberen Staubblätter ragen fast aus der Blüte heraus. Die ganzrandigen, leicht zugespitzten Nektarschüppchen weisen eine Länge von etwa 7 Millimeter auf. Das Fruchtblatt weist eine Länge von bis zu 16 Millimeter auf. Der Griffel ist 6 bis 9 Millimeter lang.

## Systematik und Verbreitung
Kalanchoe welwitschii ist in Angola in den Provinzen Luanda, Benguela und Huíla in xerophytischen Dickichten auf felsigen Hügeln und sandigen Böden verbreitet.
Die Erstbeschreibung durch James Britten wurde 1871 veröffentlicht.

## Nachweise